# Secretaris-generaal van de Caricom
De secretaris-generaal van de Caricom staat aan het hoofd van de Caricom en van haar belangrijkste bestuursorgaan, het secretariaat van de Caricom.
Volgens zowel het oorspronkelijke  als het herziene Verdrag van Chaguaramas wordt de secretaris-generaal benoemd door de conferentie van regeringshoofden van de Caricom, op aanbeveling van de raad van ministers van de gemeenschap. Aan het ambt is een termijn van in principe vijf jaar verbonden, waarna een herbenoeming door de Conferentie mogelijk is.
De Surinaamse Manorma Soeknandan was zeven jaar lang, van 2014 tot 2021, plaatsvervangend secretaris-generaal van de Caricom.
| Caribbean Free Trade Association | Caribbean Free Trade Association | Caribbean Free Trade Association | Caribbean Free Trade Association |
| Naam                             | Van                              | Tot                              | Land                             |
| -------------------------------- | -------------------------------- | -------------------------------- | -------------------------------- |
| Frederick Cozier                 | 1968                             | 1969                             | Barbados                         |
| William Demas                    | 1969                             | 1973                             | Trinidad en Tobago               |
| Caricom (Caribische Gemeenschap) |                                  |                                  |                                  |
| Naam                             | Van                              | Tot                              | Land                             |
| William Demas                    | 1973                             | 1974                             | Trinidad en Tobago               |
| Alister McIntyre                 | 1974                             | augustus 1977                    | Grenada                          |
| Joseph Tyndall (interim)         | augustus 1977                    | augustus 1978                    | Guyana                           |
| Kurleigh King                    | november 1978                    | september 1983                   | Barbados                         |
| Roderick Rainford                | september 1983                   | augustus 1992                    | Jamaica                          |
| Edwin Carrington                 | augustus 1992                    | december 2010                    | Trinidad en Tobago               |
| Lolita Applewhaite (interim)     | januari 2011                     | augustus 2011                    | Barbados                         |
| Irwin LaRocque                   | augustus 2011                    | augustus 2021                    | Dominica                         |
| Carla Barnett                    | augustus 2021                    | heden                            | Belize                           |